# 원주 법천사지 당간지주
원주 법천사지 당간지주(原州 法泉寺址 幢竿支柱)은 대한민국 강원특별자치도 원주시 부론면, 법천사지에 있는 통일신라의 당간지주이다. 1984년 6월 2일 강원특별자치도의 문화재자료 제20호로 지정되었다.

## 개요
당간지주는 사찰 입구에 설치하는 것으로, 절에 행사나 의식이 있을 때면 이곳에 깃발을 달게 되는데, 이 깃발을 거는 길다란 장대를 당간이라 하고, 당간을 양 쪽에서 지탱시켜주는 두 돌기둥을 당간지주라 한다. 드물게 당간이 남아있는 예가 있으나, 대개는 두 지주만이 남아있다.
이 당간지주는 법천사 절터에 남아 있는 것으로, 지광국사현묘탑비(국보 제59호)와 함께 터를 지키고 있다. 기둥에는 별다른 조각이 없으며, 아래에서 위로 갈수록 점점 좁아지고 있다. 기둥사이에는 당간을 꽂아두기 위한 받침돌을 둥글게 다듬어 마련해 놓았다. 두 기둥의 윗부분은 모서리를 깍아 둥글게 다듬어 놓았고, 안쪽면에는 당간을 고정시키기 위한 구멍을 파놓았다.
당간의 받침돌이 본래의 모습을 잘 간직하고 있는 소중한 작품으로, 기둥 형태가 안정감이 있어 통일신라시대의 것으로 추측된다.

## 현지 안내문
당간지주는 사찰의 입구나 뜰에 세우는 깃대를 지탱하기 위해 세운 두 개의 돌기둥이며, 깃대에는 사찰의 의식이나 행사가 있을 때, 혹은 부처 및 보살의 공덕을 기릴 때 깃발을 단다.
이 당간지주는 절터의 남쪽에 있으며, 높이가 3.9m로 법천사의 규모를 짐작하게 해 주는 큰 당간지주이다.
아무런 장식이 없는 이 당간지주는 윗 부분이 바깥쪽으로 둥글게 되어 있고, 안쪽으로 깃대를 고정시키기 위한 홈을 파 놓았다. 두 기둥 사이의 아래에는 깃대를 밑에서 꽂아 두기 위한 지름 66cm, 높이 6cm 정도의 받침돌을 8각의 형태로 다듬어 놓았다.
이 당간지주는 전체적으로 간결하고도 부드러운 느낌을 주는데, 고려 전기의 작품으로 추정된다.

## 같이 보기
- 원주 법천사지 지광국사탑비 (국보 제59호)

## 참고 자료
- 원주 법천사지 당간지주 - 국가유산청 국가유산포털